# Боргето I (Пезаро и Урбино)
Боргето I је насеље у Италији у округу Пезаро и Урбино, региону Марке.
Према процени из 2011. у насељу је живело 13 становника. Насеље се налази на надморској висини од 197 м.